# Marcien (neveu de Justinien)
Marcien ou Marcianus est un dignitaire et un général byzantin de la deuxième moitié du VIe siècle, cousin de l'empereur Justin II qui règne de 565 à 578. Il s'illustre notamment dans la guerre contre les Sassanides.

## Biographie

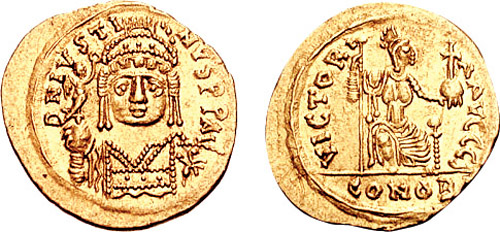
Pièce en or à l'effigie de Justin II, dont Marcien est le cousin.

Marcien est le neveu de l'empereur Justinien et sa mère est la tante maternelle de Justin II. Il apparaît dans les sources en 563 comme magister militum (maître des milices) envoyé en Afrique byzantine pour combattre la révolte des Berbères liée à l'assassinat de Cutzinas par le gouverneur Jean Rogathinos. Il semble particulièrement efficace dans cette fonction et il gagne le respect des Berbères. Par la suite, il est élevé à la dignité de patrice et devient magister militum en Orient vers en 572. 
Le contexte alors à la reprise de la guerre avec les Sassanides. Les auteurs de l'époque le décrivent alors comme expérimenté et brave, ce qui explique sa nomination sur le front oriental. Quelques sources ultérieures, comme Michel le Syrien, vont jusqu'à le faire césar mais c'est une erreur. Il a peut-être pour mission d'éliminer le phylarque des Ghassanides, Al-Mundhir III ibn al-Harith. Ce peuple est alors traditionnellement allié aux Byzantins mais Justin II s'est brouillé avec eux. Toutefois, il ne peut mener sa mission à bien. A la fin de l'année 572, il traverse l'Euphrate et pénètre en Osroène. Il envoie 3 000 hommes, dirigés par Théodore, Serge et Juventinus mener un raid sur l'Arzanène, avec succès. Au printemps 573, il prend la direction de Nisibe, avant-poste stratégique des Sassanides. Il bat l'armée adverse menée par Bahram lors de la bataille dite de Sargathon. Il assiège alors la forteresse de Thebeton mais après dix jours, il préfère se retirer en territoire byzantin. L'empereur lui ordonne de repartir à l'assaut et il met cette fois le siège devant Nisibe. Il semble proche d'aboutir quand il est congédié sur ordre de Justin II, peut-être en raison de sa précédente retraite et de l'impression de pusillanimité qu'elle a pu laisser paraître. Il a également été soupçonné d'entretenir des ambitions impériales, tandis que Jean d'Éphèse ou Bar Hebraeus lient sa disgrâce à son échec avec Al-Mundhir. Quoi qu'il en soit, il aurait été remplacé par un certain Acace qui aurait mis publiquement en scène l'événement. Les soldats, apparemment attachés à Marcien, auraient alors refusé de poursuivre le siège, contraignant à nouveau les Byzantins à se replier,. Les Sassanides en profitent alors pour contre-attaquer et ils parviennent même à prendre la forteresse frontalière de Dara, ce qui plonge Justin dans une profonde affliction.

## Sources
- (en) Geoffrey Greatrex et Samuel N. C. Lieu, The Roman Eastern Frontier and the Persian Wars (Part II, 363–630 AD), Londres, Routledge, 2002, 373 p. (ISBN 0-415-14687-9, lire en ligne).
- (en) John R. Martindale, A. H. M. Jones et John Morris, The Prosopography of the Later Roman Empire : Volume III, AD 527–641, Cambridge (GB), Cambridge University Press, 1992, 1575 p. (ISBN 0-521-20160-8).